# Kupangan
Kupangan is een bestuurslaag in het regentschap Wonosobo van de provincie Midden-Java, Indonesië. Kupangan telt 864 inwoners (volkstelling 2010).